# 李健達
李健達（英語：Douglas Li，1964年1月13日—），原名李富經，香港男歌手及作曲家。他涉足作曲、填詞、主唱、編曲以及監製等範疇，曾任新藝寶唱片宣傳部副經理，入行後基於唱片公司認為他的原名太土，遂為他取藝名「李健達」。此外，他是香港藝人之家成員，間中會出席公開宗教活動如福音佈道會和教會舞台劇，在1989年憑主唱歌曲〈也許不易〉而為人熟知。現時移居泰國，主要創作音樂。契女是李卓庭。

## 背景

### 早年生活
李健達早年居住在香港島，後移居九龍佐敦，在紅磡邨（現為家維邨）長大 ，家有七名兄姊，父親長年到東南亞工作。李於6歲時在屋邨內被同場的印度籍黑道中人意外推下樓受傷，以致右腳骨折，花了一整年時間拄著拐杖而行。學習方面，他就讀聖士提反書院附屬小學（初小）、一所位於油尖旺區的小學、格致書院（小學部；小六）以及格致書院（中一至中五） 。在校時是一名童軍和乒乓球校隊成員，曾獲得香港中華基督教青年會舉辦的乒乓球賽事冠軍。另一方面，他的讀書成績不錯，唸中四時被同校師兄毆打及搶劫，促使出於報復心態的他去習武3個月。當時他獲朋友介紹向葉問徒弟黃淳樑拜師學習詠春，自此常為同學出頭。 
其後在1983年，李健達前往加拿大留學，1985年考入卡爾加里大學修讀哲學。負笈加拿大期間，奪得加拿大西岸乒乓球全國賽事冠軍。他在1986年結婚不久向校方提出休學申請，並到旅行社工作。直至婚姻失敗後才重返校園，轉修心理學系學士。此外，亦開始創作歌曲。1989年大學畢業後，李健達重返香港，為了發展音樂事業，他先報考香港電台唱片騎師，但被鄭丹瑞淘汰，再考進香港商業電台當唱片騎師。礙於沒有經濟效益，他放棄了有關職位。

### 事業發展

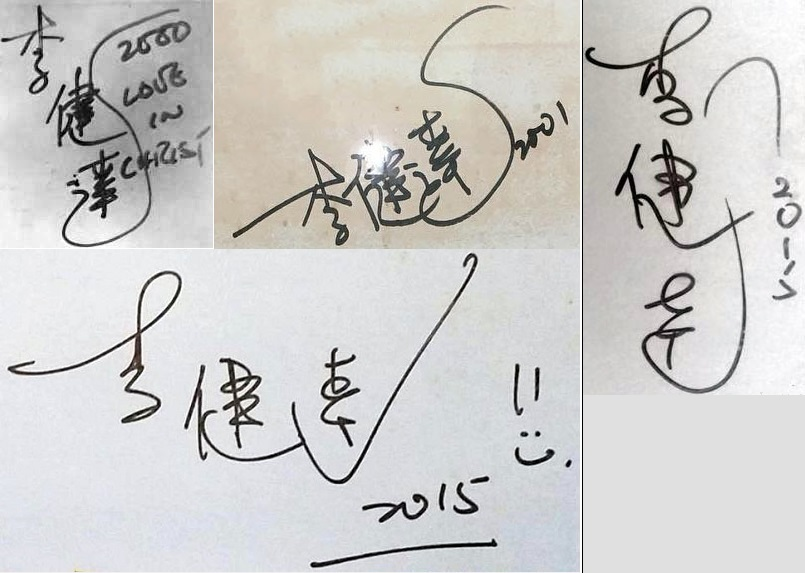
4種李健達的簽名方式

李健達進入娛樂圈前，到香港基教書院任教中四至中五英文科9個月，還在洋行當文員，未幾經朋友介紹加入無綫電視當《勁歌金曲》編導。之後於1988年秋季入職香港華納唱片宣傳部，為王傑、葉倩文以及林憶蓮宣傳唱片。事緣黃柏高當年需要一位副經理，他知道與電視台幕後人員熟絡的李健達喜歡音樂，性格比較孩子氣，遂找他轉職宣傳人員，以便跟《勁歌金曲》的監製和導演建立良好關係，方便歌手亮相。
其時李健達曾組織一隊二人組合，因被寶麗金旗下新藝寶唱片公司賞識其音樂才能而獲邀上嘉利大廈試音。結果唱片公司選擇與Beyond簽約。後於1988年底，一位任職副導演的朋友獲杜琪峯告知許冠傑不願主唱電影《阿郎的故事》插曲〈也許不易〉，原因是歌曲內容過度灰暗，與許氏的總體曲風不協調，隨即介紹李健達為歌曲填詞及親身演繹。結果李憑該曲成名，乘勢於該年2月加入寶麗金，並成為新藝寶旗下藝人；所推出的迷你專輯更衝破白金銷量（上歌曲榜3星期後便得到金唱片成績）。
然而李健達性格倔強率直，得罪了邀請他演出的電視台及寶麗金。雖然連續監製了幾張銷量理想的唱片，又在1989年以自己創作的〈誰來愛我們？〉一曲贏得同年第5屆亞太金箏流行曲創作大賽（即ABU亞太流行曲創作大賽）冠軍，而香港電台也邀請他出演為慶祝廣播節目《青春交響曲》十五週年紀念而製作的舞台劇《風雨搖滾》，飾演男主角「默默」，最終在工作態度愈發囂張的情況下，加上製作唱片的計劃隨著唱片公司結業而擱置，他於1990年代初減少於幕前出現。當年他與新藝寶的歌手合約本在1991年完結，最後提前於1990年解約，很快在新經理人、藝能動音宣傳部要員王雅頴安排下，轉投黎小田名下的唱片公司，繼續擔任唱片監製。
離開新藝寶前，關維麟希望李健達為譚詠麟作曲，該曲〈變色感情〉輾轉安排由徐小鳳主唱。在飛圖唱片全盛時期，李健達一直為飛圖執導卡啦OK音樂錄像。1995年，大股東葉志銘有意與李健達一同前往中國內地發展，李健達不想離開香港，於是在1996年冬季轉投上華唱片，以製作經理身份監製唱片，曾為許美靜及許茹芸監製歌曲
。而在1991年至1995年間，李健達應邀以化名「木子健」創作〈與你傾訴〉，參加第6屆CASH流行曲創作大賽，且得到冠軍。他及後以此得獎歌曲再闖樂壇，在唱片公司擔任唱片監製1年至1995年6月與公司產生磨擦而離開。同年9月開始從事音樂版權工作，1990年代末成立音樂公司，夥拍鄭敬基以組合「李鄭屋村」名義製作福音作品。同期為無綫電視創作兒歌（姚琇齡的〈婚紗構思〉、劇集主題曲以及配樂），亦與鄭敬基合辦「李鄭屋村音樂會」。
1998年，李健達離開倒閉的上華唱片，轉而製作福音唱片。一年後，即1999年5月，他遇上交通意外，一度陷入昏迷及幾近失去記憶，2000年轉型為歌唱導師。往後多同時專注創作音樂，2010年成立亞帆達音樂（T2K Asia Music）製作音樂作品。繼1991年最後一次推出個人專輯後，他於2013年自資推出新專輯《久音珍經》。卻於2014年因生活及工作壓力，患上血壓疾病。康復後，他在2018年決定聽從中醫建議移居東南亞國家，定居泰國曼谷Makkasan生活。後來，他於2017年在麥花臣場館舉行演唱會「十二門徒演唱會」；會上演出的12門徒，即12名嘉賓皆是他歌唱班學生，計有蔡少芬、張錦程、朱茵、袁鳳瑛、黃寶欣、鄭敬基、吳鎮宇、錢嘉樂、毛舜筠、可嵐、李卓庭以及江欣燕。同年，李和張錦程一同憑〈好朋友〉獲得華語金曲獎「優秀合唱歌曲」獎。
出於關注個人健康的想法，李健達自2020年4月起報讀自然療法文憑課程。2021年以〈失去後才懂〉一曲獲得第六屆VIP音樂榜頒獎典禮「VIP熱播合唱」獎。該曲的音樂錄像所錄得的網上點擊率突破15萬。

## 個人生活
1985年至1989年留加升學期間，李健達認識了一位女子，二人繼而於1986年結婚，惟婚姻只維持了兩年便告終。此前為了經營婚姻關係，他向校方申請休學一段時間，至今沒有再婚。另外，他有習武根底，一次與外國人比武時打裂了對方的鼻樑，使他感到內疚，此後放棄習武。宗教信仰方面，他於1985年成為基督教徒。
李健達姨甥應德榮的妻子為前藝人鄺文珣。

## 作品列表
*以下列表只記錄李健達創作的作品，若有遺漏，請協助補充相關資料。

### 流行曲創作
待考
|                                         |  |
| - 黎明詩歌曲（監） - 軟硬天師歌曲（監） |  |

1989年
| | |
| - 李健達 - 也許不易（詞） - 李健達 - 不再流浪（曲、詞） - 李健達 - 默默欣賞（曲、詞） - 李健達 - 驛旅人生（曲、詞） - 李健達 - 最後一天（曲） - 李健達 - 少年德拉斯的煩惱（曲） - 李健達 - 少年德格拉斯的煩惱（曲） | - 王菲、黃貫中 - 未平復的心（曲） - 黃翊 - 誰來愛我們（曲、監） - 張麗瑾 - 留給最愛的說話（監） - 柏安妮 - 晚星真美麗（監） - 柏安妮 - This Is The First Time（監） |

1990年
| | |
| - 李健達 - Hello Again（曲、詞） - 李健達 - 忘掉妳，不！（曲、詞） - 李健達 - 告別昨天（曲） - 袁鳳瑛 - 天若有情（詞） - 袁鳳瑛 - 天若有情（詞） | - 羅文 - 我也是過路人（曲） - 陳雅雯 - 黑街（曲） - 徐小鳳 - 變色感情（曲） - 鍾鎮濤 - 暴雨驕陽（曲） |

1994年
|                           |  |
| - 葉蒨文 - 與你傾訴（曲） |  |

1997年
| | |
| - 丘采樺 - 重大發現（曲、編） - 姚琇齡（姚安娜） - 狡辯（監） - 姚琇齡 - 婚紗構思（曲） - 姚琇齡 - 我不是雙魚座（監） - 姚琇齡 - 情字這條路之不歸路（曲、編、監） - 姚琇齡 - 十二月的某夜（監） - 丘采樺、姚琇齡 - 綠色的日子（編、監） - 朱茵 - 巨蟹與天蠍（監） | - 朱茵 - 玻璃（曲、監） - 朱茵 - 某種感覺（監） - 朱茵 - 想見他（曲、監） - 朱茵 - 玻璃（深情版）（曲、監） - 許美靜 - 明知故犯（香港版）（監） - 許美靜 - 傾城（監） - 許茹芸 - 留低鎖匙（粵語）（監） - 馬浚偉 - 有緣無份（曲） |

1998年
| |  |
| - 李健達、鄭敬基 - 3字經（李鄭屋村名義、曲、詞） - 李健達、鄭敬基 - 烈火情深（李鄭屋村名義、曲、詞） - 李健達、鄭敬基 - 兩脅插刀（司徒拔STUPID告別絕唱宣言）（李鄭屋村名義、曲、詞） - 李健達、鄭敬基 - 兩脅插刀（李鄭屋村名義、曲、詞） - 李健達、鄭敬基 - 取我西經 - 洪楗華（李鄭屋村名義、曲、編） - 熊天平 - 洛杉磯的心事（監） |  |

1999年
|                               |  |
| - 郭可盈 - 有你已經足夠（曲） |  |

2000年
|                                            |  |
| - 楊寶玲、李健達 - My prayer for you（曲） |  |

2010年
|                                   |  |
| - Eternity Girls - 回家（曲、詞） |  |

2013年
| |  |
| - 陳嘉寶、吳嘉熙、賴慰玲、王敏奕、黃山怡、吳燕菁 - Let’s Dance（曲、編、監） - 江欣燕 - 友誼（曲、詞、編、監） - 李健達 - 回家的路（曲、詞、編、監） |  |

2016年
|                                                           |  |
| - 可嵐 - 十指緊抱（詞、編、監） - 李健達 - 惟有（曲、編） |  |

2017年
|                                                                            |  |
| - 李健達、張錦程 - 好朋友（曲、詞） - 鄭敬基- 說不盡情話（曲、詞、編、監） |  |

2018年
| |  |
| - 鄭敬基、李健達 - This Christmas（李鄭屋村名義、曲、詞、編、監） - 林綺玲 - 一個平凡的諾言（編） - 寶珮如 - 寶貝（曲、詞、編、監） |  |

2019年
|                                                                           |  |
| - 香港中文大學學生會基督徒詩班 - 祈禱（曲、詞） - 李健達 - 燦爛（曲、詞） |  |

2020年
|                                                                           |  |
| - 何婉盈、李健達 - 無言以對（曲、編、監） - 李健達 - 懷念你2020（曲、詞） |  |

2021年
| |  |
| - 嚴淑明、李健達 - 失去後才懂（曲、詞） - 嚴淑明、李健達 - 雨過天晴（曲、詞） - 李健達 - 沖冼不去內心感激（曲、詞、編） |  |

2022年
|                                       |  |
| - 李健達 - 雨過天晴（曲、詞、編、監） |  |

### 唱片監製
- 1989年 柏安妮《不經意》
- 1997年 許茹芸《茹此精采13首》（香港版）
- 1997年 朱茵《玻璃》
- 1997年 丘采樺、姚琇齡《2 in One》

### 音樂錄像
1990年代，李健達為飛圖唱片的卡啦OK版音樂錄像執導筒，以下為部分作品：
- 許冠傑、張國榮 - 沉默是金
- 葉德嫻 - 我要
- 林憶蓮、王傑 - 還有
- 羅文、甄妮 - 問誰領風騷
- 林子祥 - 每夜唱不停
- 麥潔文 - 勁舞Dancing Queen
- 張智霖、許秋怡 - 現代愛情故事
- 張智霖、許秋怡 - 片片楓葉情
- 梁雁翎 - 像霧像雨又像風
- 梁雁翎 - 慢慢地陪著你走
- 梁雁翎 - 親親如我
- 葉玉卿 - 擋不住的風情
- 葉玉卿 - 魔鬼的誘惑
- 葉玉卿 - 卿卿我我

### 其他
電視配樂
- 1998年 千里姻緣兜錯圈（以「李鄭屋村」名義）

音樂劇編曲
- 2005年 《再起．舞》[41]
- 2012年 《耶穌傳》
- 2014年 《聖女．貞德》
- 2016年 《我愛喵星人》
- 2016年 《貞德︰主權爭戰》

### 個人專輯
| 專輯 # | 唱片公司          | 專輯名稱             | 發行年份  | 曲目 |
| ------ | ----------------- | -------------------- | --------- | --- |
| 1st    | 寶麗金 新藝寶唱片 | 也許不易             | 1989年4月 | 曲目 1. 也許不易 2. 變 3. 少年德拉斯的煩惱 4. 不肯相信 |
| 2nd    | 寶麗金 新藝寶唱片 | 不再流浪             | 1990年1月 | 曲目 1. 不再流浪 2. 默然欣賞 3. 落泊行 4. 最後一天 5. 凝望世界另一方 6. 懷念妳 7. 忘愛者 8. 驛旅人生 9. 三十歲 10. Until we meet again                       |
| 3rd    | 世界唱片          | 到底我要等到什麼時候 | 1991年    | 曲目 1. 到底我要等到什麼時候 2. 飄渺的愛 3. Hello Again 4. 咫尺天涯 5. 原諒我的傻 6. 忘掉妳，不！ 7. 前世今生 8. 告別昨天 9. 同是天涯淪落人 10. 她穿法國時裝 |
| 4th    | 亞帆達音樂        | 久音珍經             | 2013年    | 曲目 1. 也許不易 2. 天若有情 3. 變色感情 4. 與你傾訴 5. 情字這條路之不歸路 6. 有您已經足夠 7. 五月的雪花 8. 燦爛 9. 回家的路 10. 是因為愛                    |

### 個人合輯
| 專輯 # | 唱片公司 | 專輯名稱    | 發行年份 | 曲目 |
| ------ | -------- | ----------- | -------- | --- |
| 1st    | 正視音樂 | 李鄭屋村    | 1998年   | 曲目 1. 3字經 2. 兩脅插刀（TVB台慶劇烈火雄心南山三虎友誼之歌） 3. 烈火情深 4. 男人的 stereo type 5. 兩脅插刀（司徒拔STUPID告別絕唱宣言） 6. 3字經（伴唱版） 7. 兩脅插刀（伴唱版）  |
| 2nd    | 影音使團 | 愛‧也許不易 | 2000年   | 曲目 1. 愛‧也許不易（與楊寶玲合唱） 2. 面對（與劉美娟合唱） 3. 上帝，我在戀愛（與劉美娟及楊寶玲合唱） 4. 耶和華的愛不變（楊寶玲） 5. 衪的愛改變我生命（劉美娟） 6. 感激'（李健達） |
| 3rd    | 正視音樂 | 音樂友情    | 2001年   | 曲目 1. COMPUTER TRACK 2. 上帝我在戀愛MTV 3. 面對MTV AUDIO 4. 上帝我在戀愛 5. 面對 6. 回家 7. 懷念著你 8. 穌歌 9. MY PRAYER FOR YOU 10. 感激 11. 見証 12. 3字經 13. 是愛           |

### 書籍
- 1990年 《懷念你》 李健達（友禾出版）[24]

## 幕前演出作品
*若有遺漏，請協助補充相關資料。
電影
- 2000年 愛 ‧ 也許不易 飾 李健達（福音電影）[44][45]
- 2016年 江湖悲劇 飾 達成
- 2016年 希望之歌 飾 兩津（台灣微電影）

劇集
- 2017年 快遞先生與貴妃小姐（優酷視頻網劇）

舞台劇
- 1989年 《風雨搖滾》 飾 默默

嘉賓/演出
- 2001年 一筆OUT消（無綫電視）
- 2013年 星動亞洲（亞洲電視）
- 2013年 娛樂最前線（TVB8）
- 2013年 娛樂審死官（now TV）
- 2013年 操控音樂（now TV）
- 2014年 今日VIP（無綫電視）
- 2015年 麥王爭霸（廣東廣播電視台）
- 2015年 Sunday靚聲王（無綫電視）
- 2015年 大城小聚（新時代電視）
- 2016年 勁歌王（廣州廣播電視台）
- 2017年 Interviu（ViuTV）
- 2017年 流行經典50強（無綫電視）[46]
- 2017年 歡樂滿東華（無綫電視）
- 2017年 紅人館（Roadshow）
- 2017年 今日VIP（無綫電視）
- 2020年 喜樂婆婆會客室（創世電視）

## 外部連結
- 李健達的Facebook專頁
- 李健達 久音珍經 Facebook專頁
- TAK'S MUSIC PATH 健達音樂路
- 李健達的新浪微博
- 李健達YouTube頻道 （页面存档备份，存于）